# Wall von Rössen
Der Wall von Rössen ist eine vermutlich aus dem Neolithikum stammende Befestigungsanlage in Rössen, einem Ortsteil von Leuna im Saalekreis, Sachsen-Anhalt. 1915 fand im Vorfeld der Errichtung der Bahnstrecke zwischen Leipzig und Merseburg eine archäologische Grabung unter Leitung des Archäologen P. Berger statt, die durch Nils Niklasson (1890–1966) publiziert wurde. Dabei wurden an der Südseite des Walls Siedlungsgruben der Stichbandkeramik (4900–4600 v. Chr.) und der frühen Eisenzeit (800–450 v. Chr.) sowie mehrere Bestattungen der Baalberger Kultur  (4200–3100 v. Chr.), der Salzmünder Kultur (3400–3100 v. Chr.), der Schnurkeramischen Kultur (2800–2200 v. Chr.) und der Glockenbecherkultur (2600–2200 v. Chr.) entdeckt. Die Funde aus dieser Grabung befinden sich heute im Depot des Landesamts für Denkmalpflege und Archäologie Sachsen-Anhalt in Halle (Saale).

## Lage
Der Wall befindet sich im Südosten von Rössen, direkt an der Bahnstrecke Merseburg–Leipzig-Leutzsch. Wenig nördlich liegt inmitten einer Grünanlage der Grabhügel von Rössen, der 1918 und 1925 ebenfalls von Niklasson untersucht wurde. Weiter südlich, auf dem Gebiet der heutigen Villensiedlung Neu Rössen, wurde in den 1880er und 1890er Jahren sowie 1918 das Gräberfeld von Rössen freigelegt, das zum namensgebenden Fundort für die Rössener Kultur wurde.

## Beschreibung

### Der Wall
Der Wall ist nordost-südwestlich orientiert und hat eine Länge von 200 m. An der Außenseite des Walls wurde ein Spitzgraben festgestellt. Zwischen Wall und Graben befanden sich mehrere Pfostenlöcher. Aus dem Wall selbst konnten keine zur Datierung geeigneten Funde geborgen werden, auch war keine vollständige Untersuchung möglich. Ergiebiger war das südliche Vorfeld des Walls, wo mehrere Siedlungsbefunde und Gräber entdeckt wurden.

### Die Siedlungsbefunde
Die aufgefundenen Siedlungsgruben enthielten sowohl steinzeitliches als auch früheisenzeitliches Material. Zu den steinzeitlichen Funden gehörten stichbandverzierte Keramikscherben, Feuerstein-Kerne und Abschläge sowie Tierknochen.
Als weiterer Siedlungsbefund wurde eine Herdstelle oder Kochgrube von 1,25 m Durchmesser angetroffen. Sie enthielt gebrannten Lehm, der die Reste einer Ausmauerung darstellte, sowie zahlreiche Tierknochen. Keramik wurde nicht angetroffen. Eine zeitliche Einordnung war somit nur schwer möglich, Niklasson vermutete jedoch einen Zusammenhang mit den eisenzeitlichen Siedlungsgruben.
Ein dritter Siedlungsbefund war ein viereckiger Graben mit einer Länge von 20 m und einer Breite von 15 m. Seine Funktion ist unklar, ein Hausgrundriss wurde von Niklasson ausgeschlossen.

### Die Gräber
Neben den Siedlungsbefunden wurden südlich des Walls noch sechs Gräber aufgedeckt. Das erste hatte eine Länge von 2,8 m und eine Breite von 1,9 m. Es wies ein Pflaster aus Keramikscherben auf und war mit einzelnen Steinen umsetzt. Das Skelett war stark zerstört und lag in Hockerstellung mit dem Kopf im Süden. Als einzige Grabbeigabe wurde ein weitbauchiges Gefäß gefunden, das eine Verzierung aus einer Kreuzstichreihe am Hals-Schulter-Umbruch und fransenartigen Leiterbändern auf Schulter und Bauch aufwies. Typologisch gehört es der Salzmünder Kultur an.
Das zweite Grab besaß keine Steinumsetzung. Hier lag das Skelett mit angewinkelten Knien auf der rechten Seite. Der Kopf lag im Westen. Als Grabbeigabe wurde eine Amphore gefunden. Unter den beiden Henkeln wies sie eine Verzierung auf, die jeweils aus zwei gebogenen, parallel verlaufenden Leisten bestand, zwischen denen fünf senkrechte Leisten verliefen. Auch dieses Gefäß datiert in die Baalberger Kultur.
Das dritte Grab enthielt eine Hockerbestattung. Das Skelett lag auf der linken Seite und war nordsüdlich mit Blick nach Osten orientiert. Grabbeigaben waren ein kleiner unverzierter Becher sowie eine rechteckige, an den Ecken durchlochte Armschutzplatte aus Keramik. Die Funde erlauben eine Zuordnung der Bestattung zur Glockenbecherkultur.
Das vierte Grab war eine kleine Steinkiste von nur 1 m Länge und 0,75 m Breite. Sie war nordwest-südöstlich orientiert und bestand aus dünnen Steinplatten. Die Kiste enthielt die Überreste eines Kinderskeletts. Der Kopf lag im Nordwesten. Beigaben wurden nicht gefunden, wodurch eine zeitliche und kulturelle Zuordnung schwierig ist. Vielleicht ist das Grab der schnurkeramischen Kultur zuzuordnen.
Ein fünftes Grab wies keinerlei Steinschutz auf. Das Skelett lag in rechter Hockerlage mit dem Kopf im Westen und auf der Brust gekreuzten Armen. Beigaben wurden nicht gefunden, sodass eine zeitliche und kulturelle Zuordnung nicht möglich ist.
Das sechste Grab war wiederum eine Steinkiste. Sie war nordnordost-südsüdwestlich orientiert und enthielt ebenfalls die Reste eines Kinderskeletts. Beigaben waren ein schnurverzierter Becher, das Unterteil eines weiteren Gefäßes (evtl. eine kleine Amphore) sowie runde, durchlochte Muschelscheiben. Das Grab lässt sich anhand der Beigaben sicher der schnurkeramischen Kultur zuordnen.